# Райс, Стефани
Стефани Луиза Райс (англ. Stephanie Louise Rice; род. 17 июня 1988, Брисбен, штат Квинсленд, Австралия) — австралийская пловчиха, трёхкратная олимпийская чемпионка игр в Пекине, призёр чемпионата мира в Мельбурне, рекордсменка мира на дистанциях 200 и 400 метров комплексным плаванием.
В апреле 2014 года заявила о завершении карьеры.

## Карьера
Свою первую международную победу Стеффани Райс одержала в Мельбурне на Играх Содружества. На дистанции 200 м комплексом Райс опередила олимпийских призёров Брук Хэнсон и Лару Каррол, преодолев дистанцию за 2.12,90, превысив свой личный рекорд на 1,19 секунд. Спустя пару дней она финишировала первой и на дистанции 400 м комплекс.
Дебютный чемпионат мира сложился для Стефани Райс достаточно успешно. Проплыв 200 м комплексом за 2 минуты 11.42 секунды она завоевала бронзовую медаль, попутно сбросив секунду с рекорда Австралии. Первой финишировала американка Кэти Хофф, серебро досталось спортсменке из Зимбабве Кирсти Ковентри. Вторая бронза чемпионата досталась Райс в заплыве 400 м комплексом. В очередной раз она превысила личный рекорд, остановив секундомер на 4 минутах 41,19 секундах.

### 2008
На национальном отборе на Олимпийские игры Стефани Райс установила сразу два мировых рекорда на дистанциях 200 и 400 метров комплексным плаванием, показав 2.08,92 и 4.31,46, соответственно. Стефани также отобралась в эстафету 4×200 м вольным стилем.
На Олимпийских играх в Пекине первое олимпийское золото Райс стало первой для австралийцев в Пекине и четырёхсотой за всё время выступления Австралии на летних Олимпийских Играх. Выиграв 400 м комплексом с результатом 4.29,45, она стала первой женщиной, которая смогла преодолеть рубеж в 4 минуты 30 секунд на этой дистанции. 13 августа на дистанции 200 м комплексным плаванием Стефани в финишном спурте вырвала победу у Кирсти Ковентри, положив в свою копилку вторую золотую медаль. На следующий день в эстафете 4×200 м вольный стиль Райс завоевала третье в своей карьере олимпийское золото.

## Личная жизнь
В сентябре 2010 года в своём блоге в Твиттере после победы сборной Австралии по регби над командой ЮАР опубликовала сообщение: «сосите, педики» (англ. «Suck on that faggots»), относящееся к южноафриканским регбистам. После этого, компания Jaguar разорвала спонсорский контракт со Стефани и обязала вернуть подаренный ей Jaguar XF. Сама спортсменка после инцидента извинилась и стёрла запись с сообщением. Бывший регбист, гей Ян Робертс, за эти слова оскорбил пловчиху, назвав её «полной идиоткой», а всех, кто её поддерживает, «идиотами».